# Rhamnus nigrescens
Rhamnus nigrescens är en brakvedsväxtart som beskrevs av Carl Karl Adolf Georg Lauterbach. Rhamnus nigrescens ingår i släktet getaplar, och familjen brakvedsväxter. Inga underarter finns listade i Catalogue of Life.